# Корраг (сын Меноита)
Корраг — македонский военачальник второй половины IV века до н. э.
О Корраге, сыне Меноита, известно из фрагмента исторического текста раннеэллинистического времени, обнаруженного в 1906 году в Египте. Корраг был одним из царских «друзей», и под его начало был передан крупный воинский отряд, находившийся на границе с Иллирией. По предположению Николаса Хэммонда, поддержанному другими исследователями, речь идёт о времени северного похода Александра Македонского, предпринятого в 335 году до н. э. против балканских варварских племён. В задачу Коррагу вменялось обеспечение на этом этапе кампании безопасности западной границы страны. Одновременно Антипатр охранял порядок в самой Македонии, а также следил за сохранением лояльности греческих полисов. По мнению А. Клеймённова, силы Коррага сковали иллирийского правителя Клита и не позволили ему вторгнуться в Верхнюю Македонию, а лишь ограничиться захватом пограничной крепости Пелий.